# 庶務行員 多加賀主水が許さない
『庶務行員 多加賀主水が許さない』（しょむこういん たかがもんどがゆるさない）は、江上剛の日本の小説作品。祥伝社文庫より2016年7月に刊行され、以降シリーズ化されている。
2017年からテレビドラマ化されている。

## シリーズ一覧
祥伝社文庫より刊行されている。カバーイラストは、本編を岡田航也、スピンオフをかわいちひろが担当している。
1. 庶務行員 多加賀主水が許さない
  - 初出誌：『小説NON』2015年10月号 - 2016年2月号
  - 2016年7月20日発行、ISBN 978-4396342227
2. 庶務行員 多加賀主水が悪を断つ
  - 初出誌：『小説NON』2016年12月号 - 2017年5月号
  - 2017年6月20日発行、ISBN 978-4396343163
3. 庶務行員 多加賀主水が泣いている
  - 初出誌：『小説NON』2017年11月号 - 2018年4月号
  - 2018年7月20日発行、ISBN 978-4396344351
4. 庶務行員 多加賀主水がぶっ飛ばす
  - 初出誌：『小説NON』2019年1月号 - 6月号
  - 2019年7月20日発行、ISBN 978-4396345426
5. 庶務行員 多加賀主水の憤怒の鉄拳
  - 初出誌：『小説NON』2020年1月号 - 7月号
  - 2020年7月20日発行、ISBN 978-4396346454
6. 庶務行員 多加賀主水の凍てつく夜
  - 初出誌：『小説NON』2020年12月号 - 2021年5月号
  - 2021年8月20日発行、ISBN 978-4396347468

スピンオフ
- 銀行員 生野香織が許さない
  - 初出誌：『小説NON』2022年6月号 - 11月号
  - 2023年1月20日発行、ISBN 978-4396348595

## テレビドラマ
2017年からテレビ朝日系で放送されているシリーズ。主演は高橋克典。
タイトルは『庶務行員 多加賀主水が許さない』（第1作） → 『庶務行員 多加賀主水が悪を断つ』（第2作） → 『庶務行員 多加賀主水』（第3作） → 『庶務行員・多加賀主水』（第4作 - ）
多加賀主水が勤務する第七明和銀行は2年前に第七銀行と明和銀行が合併して出来た銀行。
社員食堂には派閥別メニューがあり、第七銀行出身の権藤会長派は「A定食」、明和銀行出身の木下頭取派は「B定食」を注文する（第1作）。

### キャスト

#### 第七明和銀行高田通り支店
多加賀主水
演 - 高橋克典
庶務行員。元フリーター。元消防団員、元庭師、元漁師、元大使館料理人、元活弁士、元パティシエといった経歴も持つ。組織の悪事を見逃すことができない性格。剣道をやっている（稲荷神社と関係があるようだが詳細は明らかにされてない）。かなりの腕前で木刀や金属バットで本気で殴ってきた暴力団なども竹刀で簡単に打ちのめし戦意を喪失させる。
放浪の旅から帰り珠代の店で食事をしていたとき、店に訪れた神無月隆三から極秘任務を頼まれ第七明和銀行で働くことになる。普段は接客や店頭の掃除やティッシュ配りなど地味な対応をしているが、その敏腕さは上役にも知られておりトラブル解決などを頼まれる。料理が得意で海外のマニアックなものも調理可能。
生野香織
演 - 夏菜
事務課（窓口事務）。主水の片腕的な相棒で共に事件解決に協力する。
難波俊樹
演 - 風見しんご
事務課長。大らかな性格で主水とも仲が良い。家族と共に第七明和銀行城東社宅に住んでいて娘が居る。第3作は妻と娘が娘の就職祝いでアフリカ旅行に行っている。
椿原美由紀
演 - 水沢エレナ
事務課（窓口事務）。
中島鮎子
演 - 安座間美優
事務課（窓口事務）。
大久保杏子
演 - 仲村美海
営業課。闘病中の母がいる。
大門にセクハラをうけていた。（第1作）
山内貴恵
演 - 高島礼子（第3作 - ）
第3作の半年前に赴任した支店長。第七銀行出身。浅葉営業統括部長の同期。赤字に陥った支店を何店も立て直してきた立て直しのプロフェッショナル。

#### 第七明和銀行本店
新田宏治
演 - 葛山信吾（第1作 - 第3作）
経歴：第七明和銀行高田通り支店 支店長（第1作）
→ 第七明和銀行本店 秘書室長（第2作 - ）
高田通り支店の支店長だったが第1作〜第2作の間で吉川頭取に抜擢され頭取秘書になる。
神無月隆三
演 - 神保悟志（第1作・第3作 - ）
総務部長。珠代の店で食事をしていた主水に極秘任務を依頼する（第1作）。第3作は何者かに盗まれた頭取の手帳を取り返すため高田稲荷神社に行くが、背後から石で頭を殴られ意識不明になる。
大門一茂
演 - コトブキツカサ
経歴：第七明和銀行高田通り支店 営業課長（第1作）
→ 第七明和銀行高田通り支店 庶務課長（第2作）
→ 第七明和銀行高田通り支店 庶務係長（第2作 - 第5作）
→ 第七明和銀行本店人事部　社史編纂室長（第5作）
営業課長だったがセクハラ常習犯のため降格処分を受ける。第2作は庶務課長で主水の上司になるがラストで庶務係長に降格する。第5作の序盤で本店人事部(社史編纂室)に異動する。
父親は「ウェーブ自動車」の副社長。

#### その他
矢崎修也
演 - 庄野崎謙
第1作はバーのマスターだったが、第2作から珠代の居酒屋でアルバイト店員として働いている。
梅沢剛
演 - 加藤雅也
警視庁高田北警察署の刑事。主水の知り合い。
石岡珠代
演 - 仁科亜季子
居酒屋「小料理珠蘭」の女将。第5作から屋台も始める。
山崎勝太郎
演 - 山田明郷（第2作・第4作）
鮮魚店「魚勝」のご隠居。高田通り消防団の消防団長（第4作）。大谷万吉は小学校の同級生で、クラスメイトの大沢勝子を巡って争ったライバル。
江上剛（第2作 - ）
本作品の原作者。第2作と第3作は医師、第4作と第5作は小説家（本人役）で出演している。
謎の老人
演 - 笹野高史（第2作 - 第4作）

村瀬照子
演 - 左時枝（第2作・第5作）
和菓子「てるこや」の店主。第5作は高田通り加藤病院に検査入院している。

#### ゲスト
第1作（2017年）
第七明和銀行高田通り支店
- 鎌倉春夫（副支店長） - 佐野圭亮
- 竹内（行員） - 武内恭彦
- 菅原（行員） - たじましんぺい
- 関本（行員） - 大藤由佳
- 行員 - 田中清貴、小玉百夏、酒向道子、瀬沢夏美、竹内恵美、北村健人、三日尻健太郎

第七明和銀行本店
- 権藤幾多郎（会長・第七銀行出身） - 中丸新将
- 木下富士夫（頭取・明和銀行出身） - 新井康弘

その他
- 三雲豊喜（三雲興産 社長） - 敦士
- 山路さとみ（三雲興産 社長秘書・第七明和銀行高田通り支店 元行員） - 折井あゆみ
- 西園寺麗子（振り込め詐欺未遂被害者） - 大島蓉子
- 桑原翔太（振り込め詐欺師） - 菅裕輔
- 警視庁高田北警察署 刑事 - 御船健

第2作（2019年）
第七明和銀行高田通り支店
- 古谷伸太（新支店長） - 石橋保
- 柿沢靖男（営業課） - 内村遥
- 藤堂晋作（営業課長） - 草野とおる

第七明和銀行本店
- 黒沼孝彦（常務取締役） - 井上肇
- 吉川栄（頭取） - 名高達男

その他
- 南条薫子（大学生・本名「佐山涼子」） - 小島藤子（小学生：杉田徠夢）
- 木島鑑三（不動産会社 代表） - 山崎一
- 山崎大樹（勝也の息子・勝太郎の孫） - 寺田心
- 佐山涼子（大学生・本名「南条薫子」） - 片山友希
- 吉川駿（大学生・栄の息子） - 岡田龍太郎（小学生：森島律斗）
- 山崎勝也（鮮魚店「魚勝」店主・勝太郎の息子） - 須田邦裕
- 玄田浩市（青果店「八百玄」店主） - 長野克弘
- 品野徹（シナノオート 社長・涼子の父・13年前首吊り自殺） - 佐藤まんごろう
- 品野好美（徹の妻・涼子の母・13年前首吊り自殺） - 下川友子
- 神主 - 藤波大

第3作（2019年）
第七明和銀行高田通り支店
- 樋口一郎（事務課） - 水橋研二
- 堀田樹（営業課） - 湯江タケユキ
- 杉谷直樹（営業課） - 岸洋佑
- 松橋史也（営業課） - 山本圭祐
- 高梨千波（営業課） - 窪真理

第七明和銀行本店
- 浅葉亮平（営業統括部長・明和銀行出身） - 尾美としのり
- 岩瀬修司（浅葉の部下） - 翁長卓
- 黒川英信（頭取） - 遠藤たつお

その他
- 春野泉（第七明和銀行城東社宅 管理人） - 岡本麗
- 吉岡志津（高田町こども食堂 店主） - 川俣しのぶ
- 今井勉（今井商店 店主） - 小田純也
- 浜川晶（浜川自転車 店主） - 石倉良信
- 堀田智美（堀田の妻） - 鈴木聖奈
- 浅葉咲希（浅葉の妻） - 辻千春
- 不動産業者 - 倉田昭二
- 男A - バーガー長谷川

第4作（2020年）
第七明和銀行高田通り支店
- 吉瀬紘一（営業二課） - 岡田義徳（幼少期：本多陽登）
- 堀本憲一（営業二課長） - 佐伯新

その他
- 大沢勝子（元小学校教師） - 市毛良枝
- 五大正信（五大陸開発 社長） - 小木茂光
- 久住義正（司法書士） - 佐戸井けん太
- 大谷万吉（町内会長） - 中本賢
- 渡辺春子（学習支援ボランティア・本名「谷佳枝」） - 吉村涼
- 伊賀勉（画家） - 松尾伴内
- 壱岐隆（放火事件の被害者） - ダンディ坂野
- 黒沢恵子（石油缶オバサン） - しのへけい子
- 木梨亨（学習支援ボランティア） - 後藤快弥
- 八雲新次郎（ゴミ屋敷の住人） - 槙尾ユウスケ
- 新藤光一（小学生） - 盛永晶月
- 太田聡美（学習支援ボランティア） - 杉浦琴乃
- キャバクラのママ - 森咲智美
- 測量技師 - 板倉武志
- 原口仁志（光一の義父） - スガマサミ
- 新藤茜（光一の母） - あべまみ
- 村雨辰剛（多加賀主水の知人の庭師） - 村雨辰剛（本人・スペシャルゲスト）
- 三島（川崎大葉不動産 社員） - 渡辺慎一郎
- 八百甲 - 高橋史門
- キャバクラのホステス - 川村海乃
- いじめっ子 - 岩間優太、豊田温大、柳下晃河

第5作（2020年）
第七明和銀行高田通り支店
- 三浦雄太（営業課） - 栗山航

第七明和銀行本店
- 清水正雄（専務） - 渡辺裕之
- 里村恭介（審査部副部長） - 吉家章人
- 清水正雄の秘書 - 大山きか（ノンクレジット）

その他
- 有村塔子（高田通り加藤病院小児病棟 看護師） - 三吉彩花（小学生：川野ゆい）
- 加藤周作（高田通り加藤病院 院長） - 柴俊夫（研修医時代：上島信彦）
- 桜木一郎（自称写真家・本名「風間洋平」） - 螢雪次朗（研修医時代：鈴木浩文）
- 田沼敏夫（高田通り加藤病院 事務長） - 小野寺丈
- 石井宗男（ヤオハタ店主） - 城後光義
- 森本加代子（高田通り加藤病院 看護師長） - 阿部朋子
- 飯塚真里菜（白血病患者） - 稲垣来泉
- 中華料理店オーナー - 水野智則
- 鈴木（第七明和銀行有楽町支店 元融資課長） - 岐部公好
- 医療機器を扱う外資系企業スタッフ - MEKDACHI KHALIL
- 春日幸江（塔子の祖母） - 木村八重子
- 北島千恵子（詐欺被害未遂者） - 曽我久子
- 春日秀治（塔子の祖父・20年前死亡） - 保谷和明
- 島尾修（詐欺師） - 芹沢尚哉
- 石井和男（宗男の息子） - 坪内守
- 看護師 - 吹越ともみ

### スタッフ
- 原作 - 江上剛
- 脚本 - 李正姫、中村由加里、深沢正樹、岡崎由紀子、安井国穂
- 監督 - 今井和久（MMJ）
- 音楽 - 松田純一
- ゼネラルプロデューサー - 関拓也（テレビ朝日 / 第1作 - 第3作）
- チーフプロデューサー - 黒田徹也（テレビ朝日 / 第4作 - ）
- プロデューサー - 藤崎絵三（テレビ朝日）[53]、伊藤達哉（MMJ / 第1作・第2作）、神通勉（MMJ / 第1作・第3作 - ）、椋尾由希子（MMJ / 第2作・第3作）、里内英司（MMJ / 第4作）、村山太郎（MMJ / 第5作）
- 制作 - テレビ朝日、MMJ

### 放送日程
- 第3作は『世界野球プレミア12・決勝』中継（日本×韓国）が1時間25分延長したため繰り下げ（日曜 22:25 - 翌0:30）。

| 話数 | 放送日         | サブタイトル | ラテ欄表記 | 原作                              | 脚本              | 監督     |
| ---- | -------------- | --- | --- | --------------------------------- | ----------------- | -------- |
| 1    | 2017年10月15日 | 消えた1円の謎を追え！ | 謎の銀行雑用係が巨悪に挑む！ 傑作ミステリー、初のドラマ化！                                                         | 「庶務行員 多加賀主水が許さない」 | 李正姫 中村由加里 | 今井和久 |
| 2    | 2019年2月10日  | 高橋克典主演、銀行ドラマの衝撃作！ 銀行のロビー案内係・庶務行員が街で次々と起こる重大事件を解くミステリー！ 忖度無視で巨悪を斬る、痛快下克上エンターテインメント！ | 金融パニック殺人!? 13年前の5円玉が暴く国債30兆円強奪計画!! 銀行の雑用係が巨悪に挑む痛快ミステリー                   | 「庶務行員 多加賀主水が悪を断つ」 | 深沢正樹          | 今井和久 |
| 3    | 11月17日       | 高橋克典主演！銀行の案内係・庶務行員が巨悪を暴く、痛快銀行ミステリー第3弾!! とある手帳を巡り、殺人事件発生…!? 背後には、熾烈な出世争いが…全てを結ぶ陰謀とは!?      | シリーズ最新作！ 出世レース連続殺人!? 容疑者は全行員3万人… 元フリーターの銀行案内係が上司の庭の草むしりで巨悪を暴く | 「庶務行員 多加賀主水 シリーズ」  | 李正姫            | 今井和久 |
| 4    | 2020年2月16日  | 高橋克典主演！銀行のお客様案内係が巨悪を倒す、痛快銀行ミステリー!! 街を襲う連続放火魔!!誘拐、詐欺…連動して次々と起こる事件…銀行の何でも屋が巨大陰謀を暴く!         | シリーズ最新作！ 神出鬼没の狐火!! 燃えた8億の庭に巨大陰謀!?元フリーターの銀行案内係が巨悪を倒す痛快ミステリー!!     | 「庶務行員 多加賀主水 シリーズ」  | 岡崎由紀子        | 今井和久 |
| 5    | 9月24日        | 高橋克典主演！痛快銀行ミステリー最新作！ 病院で次々と不審事件が発生！裏には巨大陰謀が！？街の病院を救うため、銀行のお客様案内係が巨悪に挑む！                      | シリーズ最新作!! 狙われた美人ナース!? 病院を襲うメガバンクの陰謀！ 銀行雑用係が巨悪を暴く痛快ミステリー             | 「庶務行員 多加賀主水 シリーズ」  | 安井国穂          | 今井和久 |